# アレルギー談話室
『アレルギー談話室』（アレルギーだんわしつ）は、RSKラジオ（山陽放送）とKBCラジオ（九州朝日放送）で放送されていたラジオ番組。関連番組として、ラジオ大阪で放送されていた『アレルギー診察室』（アレルギーしんさつしつ）がある。

## RSKラジオ版
公益財団法人日本アレルギー協会中国支部が制作し、RSKラジオで放送していた番組。
番組は、アレルギー性疾患の診断・治療法・日常生活での注意事項などについて詳細かつわかりやすく解説していた。毎回テーマを定め、そのテーマについて詳しい医師を招いて解説してもらっていた。
長寿番組の1つであり、2004年5月9日に放送1700回を、2006年4月9日に放送1800回を達成した。そして2008年3月9日に放送1900回を達成した後、同年3月30日放送分をもって終了した。全1903回。放送時間は毎週日曜 8:45 - 9:00 （日本標準時）。

## KBCラジオ版
公益財団法人日本アレルギー協会九州支部が制作し、KBCラジオで放送していた番組。ミノファーゲン製薬の一社提供。
こちらも、アレルギー性疾患に関する身近な話題や最新事情などについてわかりやすく解説していた。RSKラジオ版では主に岡山県内で活動する医師たちが講師を務めていたが、このKBCラジオ版では九州地方各地で活動する医師たちが務めていた。
こちらも1979年10月7日から2018年2月11日まで放送されていた長寿番組であり、2006年8月6日に放送1400回を、2008年7月6日に放送1500回を達成した。

### 放送時間
いずれも日本標準時。
- 日曜 6:45 - 7:00[9]
- 日曜 6:40 - 6:55[10] - 7時台から『KBC朝日新聞ニュース』と『天気予報』が移動してきたことにより、2002年からは5分繰り上げての放送となる。